# Scooby-Doo 2 - Mostri scatenati
Scooby-Doo 2 - Mostri scatenati (Scooby Doo 2: Monsters Unleashed) è un film del 2004 diretto da Raja Gosnell. Sequel di Scooby-Doo (2002), è il secondo film con attori dal vivo dedicato ai personaggi della serie animata Scooby-Doo.

## Trama
Scooby-Doo e la sua banda partecipano all'inaugurazione di una mostra al Museo di Criminologia di Coolsville in onore della "Misteri e Affini" che commemora i loro casi risolti in passato con costumi mostruosi in mostra. Tuttavia, i festeggiamenti vengono interrotti da un terribile uomo mascherato noto come il Ceffo Mascherato che ruba due costumi usando il fantasma Pterodattilo rianimato. La banda viene ridicolizzata dalla giornalista Heather Jasper Howe, che avvia una campagna diffamatoria contro di loro. Shaggy e Scooby, dopo aver sentito il resto della banda criticare la loro tendenza a confondere ogni operazione, e in particolare il loro reato più recente nel non riuscire a mettere al sicuro il Fantasma Pterodattilo al museo, decidono di migliorare se stessi e diventare dei veri detective. Concludendo che un vecchio nemico è la mente, la banda rivisita vecchi casi. Respingono l'ex fantasma pterodattilo, il dottor Jonathan Jacobo, come il colpevole a causa della sua morte apparente durante una fuga dalla prigione fallita. La banda ritiene che Jeremiah Wickles, l'interprete del fantasma del Cavaliere Nero e compagno di cella di Jacobo in prigione, sia il colpevole.
Andando al maniero di Wickles, il gruppo trova un libro che funge da manuale di istruzioni su come creare mostri. Shaggy e Scooby-Doo trovano un biglietto che invita Wickles a visitare il nightclub Falso Spettro. Vengono attaccati dal fantasma del Cavaliere Nero, ma scappano quando Daphne lo respinge mentre Velma scopre il suo punto debole e lo disabilita. Prima di fuggire, il resto della banda scopre attraverso il libro che l'ingrediente chiave per creare i mostri è il "randomonium", una sostanza che può essere trovata nella vecchia città mineraria d'argento. Daphne, Velma e Fred vanno al museo accompagnati dal curatore Patrick Wisely, ma scoprono che il resto dei costumi è stato rubato. Heather Jasper Howe mette la città contro di loro.
Seguendo l'esempio della nota di Wickles, il loro primo indizio in assoluto, si recano al Falso Spettro, dove si trovano i criminali che la banda aveva smascherato. Quel luogo è l'unico posto in cui Scooby e i suoi amici non sono graditi e se osassero entrare nel locale finirebbero malmenati dalle loro vecchie nemesi. Indossando travestimenti per cercare di risolvere il mistero, entrano così nel locale e parlano con Wickles e ascoltano come ha riparato i suoi modi malvagi. Scooby e Shaggy finiscono però per farsi scoprire venendo così riconosciuti dai loro vecchi nemici che li inseguono intenzionati farli a polpette, e i due scappano attraverso uno scivolo della spazzatura. Mentre escono, vedono Patrick che aggredisce insolitamente qualcuno che sembra essere un membro del suo staff, ordinandogli di trovare risposte su chi ha vandalizzato il suo museo. Shaggy e Scooby poi individuano Wickles che lascia il club e lo seguono. Fred, Velma e Daphne vanno alle miniere, scoprendo i piani di Wickles per trasformarle in un parco di divertimenti. Affrontano Wickles, il quale afferma che lui e Jacobo erano compagni di cella che si odiavano a vicenda, tanto che dice che Jacobo gli rubava le patate arrosto al refettorio e nega di avere alcun legame con le rapine al museo.
La banda si riunisce poi  in un laboratorio  pieno di macchinari dove i costumi posso prendono vita come veri mostri. Shaggy e Scooby giocano con il quadro di controllo della macchina, dando accidentalmente vita ai costumi dello Zombie, del fantasma di capitan Cutler, del fantasma del minatore e del mostro di catrame. La banda fugge con il quadro mentre il Ceffo Mascherato terrorizza la città, sguinzagliando tutti i mostri contro i cittadini. Fuggendo nella loro vecchia club house del liceo, la banda si rende conto di poter invertire l'alimentazione del quadro di controllo alterandone il cablaggio. Il fantasma del capitano Cutler emerge dal Bayou, costringendo la banda a tornare alle miniere, incontrando i vari mostri lungo la strada. Nelle miniere, Velma trova un santuario dedicato a Jacobo costruito da Patrick. Tuttavia, Patrick dimostra la sua innocenza aiutando Velma dopo che una passerella ha ceduto inaspettatamente sotto di lei.
La banda affronta il Ceffo Mascherato mentre il mostro di catrame li cattura tutti tranne Scooby, che usa un estintore per congelare il corpo del mostro di catrame. Riattiva il pannello di controllo, riportando i costumi alla normalità. La banda porta uno sconfitto Ceffo Mascherato alle autorità, smascherandolo come Heather. Velma poi stacca la faccia di Heather, rivelando che in realtà è Jacobo sotto mentite spoglie. Era sopravvissuto alla caduta dal muro della prigione, aveva cercato di vendicarsi degli investigatori screditandoli e rivolgendo loro la stampa contro, e aveva anche incastrato Wickles mettendo il manuale di istruzioni e il fantasma del cavaliere nero nella sua villa. Anche il suo ex cameraman Ned viene arrestato come complice.
Scooby-Doo e la Misteri e Affini sono elogiati come eroi a Coolsville. Nel Faux Ghost, celebrano la loro vittoria con i criminali riformati.
Alla fine dei titoli di coda Scooby-Doo presenta al pubblico un videogioco per la console Game Boy Advance SP ufficialmente tratto dal film in cui, per vincere un livello, bisogna sconfiggere un boss.

## Produzione

### Riprese
Le riprese del film si sono svolte dal 14 aprile 2003 al 25 luglio 2003.

## Distribuzione

### Date di uscita
- 26 marzo 2004 negli Stati Uniti d'America (Scooby Doo 2: Monsters Unleashed)
- 1º aprile 2004 in Germania (Scooby Doo 2 - Die Monster sind los)
- 7 aprile 2004 in Francia (Scooby-Doo 2 - Les monstres se déchaînent)
- 16 aprile 2004 in Italia (Scooby-Doo 2: Mostri scatenati)

## Accoglienza

### Incassi
Il film incassò 29.438.331 dollari (in 3,312 cinema, con un incasso di 8.888 dollari per cinema) nel suo weekend di apertura. Incassò 84.216.833 dollari nazionalmente e 181.466.833 in tutto il mondo, meno dei 275.650.700 dollari incassati dal suo predecessore due anni prima, ma arrivò comunque 1# al box office. Fu il ventottesimo film più apprezzato del 2004.

### Critica
L'accoglienza critica fu negativa, sul sito Rotten Tomatoes il film ha una percentuale del 21% e un 34 su 100 su Metacritic, indicando "recensioni generalmente negative". Inoltre durante l'edizione dei Razzie Awards 2004 vinse un premio per il "Peggior remake o sequel".

## Prequel
Il film ha avuto due prequel per la televisione: Scooby-Doo! Il mistero ha inizio (2009) e Scooby-Doo! La maledizione del mostro del lago (2010).

## Sequel cancellato, spin-off e reboot
Prima dell'uscita di Scooby-Doo 2, era già in programma un ulteriore terzo film del franchise, con Dan Forman e Paul Foley assunti per scriverne la sceneggiatura; tuttavia, nell'agosto del 2004, Matthew Lillard annunciò in un'intervista la cancellazione della pellicola a causa del successo commerciale inferiore alle aspettative registrato dal secondo episodio. Soltanto a distanza di quattordici anni sarebbe stato poi prodotto uno spin-off (Daphne & Velma - Il mistero della Ridge Valley High) con un nuovo cast incentrato sui personaggi di Velma e di Daphne, uscito negli Stati Uniti il 22 maggio 2018 direttamente in home-video, mentre il 15 maggio 2020 è uscito un reboot in animazione della saga intitolato Scooby!.